# 大孔微孔草
大孔微孔草（学名：Microula bhutanica）是紫草科微孔草属的植物。分布在不丹以及中国大陆的云南、四川等地，生长于海拔3,000米至4,100米的地区，多生长在石上、荒坡上、冷杉林边和边中，目前尚未由人工引种栽培。
其种加词“bhutanica”意为“不丹的”。